# Koritna (żupania osijecko-barańska)
Koritna – wieś w Chorwacji, w żupanii osijecko-barańskiej, w gminie Semeljci. W 2011 roku liczyła 910 mieszkańców.